# Tromsdalen Fotball 2019
Questa voce raccoglie le informazioni riguardanti il Tromsdalen Fotball nelle competizioni ufficiali della stagione 2019.

## Stagione
La stagione del Tromsdalen è cominciata con la nomina di Jonathan Hill come nuovo allenatore. La squadra ha chiuso l'annata al 16º ed ultimo posto finale, retrocedendo pertanto in 2. divisjon. L'avventura nel Norgesmesterskapet è terminata invece al quarto turno, con l'eliminazione subita per mano del KFUM Oslo.
Thomas Braaten è stato il calciatore più utilizzato nel corso della stagione, con 34 presenze complessive. Lars Henrik Andreassen è stato invece il miglior marcatore a quota 7 reti, realizzate tra campionato e coppa.

## Rosa
| N. |                     | Ruolo | Calciatore              |
| -- | ------------------- | ----- | ----------------------- |
| 1  | Norvegia (bandiera) | P     | Adrian Mikkelsen        |
| 2  | Norvegia (bandiera) | D     | Martin Albertsen        |
| 3  | Norvegia (bandiera) | D     | Andreas Arntzen         |
| 4  | Norvegia (bandiera) | D     | Thomas Braaten          |
| 5  | Norvegia (bandiera) | D     | Robin Lorentzen         |
| 6  | Norvegia (bandiera) | D     | Henrik Åsali Hanssen    |
| 7  | Norvegia (bandiera) | C     | Håkon Kjæve             |
| 8  | Norvegia (bandiera) | C     | Thomas Kind Bendiksen   |
| 9  | Norvegia (bandiera) | C     | Tomas Kristoffersen     |
| 10 | Norvegia (bandiera) | A     | Vegard Lysvoll          |
| 11 | Norvegia (bandiera) | C     | Håvard Lysvoll          |
| 12 | Norvegia (bandiera) | P     | Theodor Nilsen          |
| 14 | Norvegia (bandiera) | A     | Gabriel Andersen        |
| 15 | Norvegia (bandiera) | A     | Sander Finjord Ringberg |

| N. |                     | Ruolo | Calciatore              |
| -- | ------------------- | ----- | ----------------------- |
| 16 | Norvegia (bandiera) | A     | Andreas Hanssen         |
| 18 | Norvegia (bandiera) | D     | Henrik Breimyr          |
| 19 | Norvegia (bandiera) | C     | Anders Karlsen          |
| 20 | Norvegia (bandiera) | C     | Ørjan Isaksen Skallebø  |
| 22 | Norvegia (bandiera) | C     | Lasse Berg Johnsen      |
| 23 | Norvegia (bandiera) | C     | Harald Nilsen Tangen    |
| 24 | Norvegia (bandiera) | P     | Erik-Johannes Arnebrott |
| 25 | Norvegia (bandiera) | D     | Kristoffer Hay          |
| 38 | Norvegia (bandiera) | P     | Gard Trollskar          |
| 45 | Norvegia (bandiera) | C     | Adrian Sandbukt         |
| 46 | Norvegia (bandiera) | D     | Trygve Kristoffersen    |
| 50 | Norvegia (bandiera) | A     | Sebastian Tounekti      |
| 66 | Norvegia (bandiera) | C     | Andreas Løvland         |
| 71 | Norvegia (bandiera) | C     | Lars Henrik Andreassen  |

## Calciomercato

### Sessione invernale(dal 09/01 al 01/04)
| Arrivi | Arrivi                  | Arrivi  | Arrivi     |
| R.     | Nome                    | da      | Modalità   |
| ------ | ----------------------- | ------- | ---------- |
| D      | Andreas Arntzen         | Fløya   | definitivo |
| D      | Henrik Åsali Hanssen    |         | svincolato |
| D      | Thomas Braaten          |         | svincolato |
| D      | Henrik Breimyr          |         | svincolato |
| D      | Robin Lorentzen         |         | svincolato |
| C      | Thomas Kind Bendiksen   |         | svincolato |
| C      | Tomas Kristoffersen     | Åsane   | definitivo |
| A      | Gabriel Andersen        | Harstad | definitivo |
| A      | Sander Finjord Ringberg | Harstad | definitivo |
| A      | Andreas Hanssen         |         | svincolato |

| Partenze | Partenze                  | Partenze | Partenze      |
| R.       | Nome                      | a        | Modalità      |
| -------- | ------------------------- | -------- | ------------- |
| P        | Marius Berntzen           |          | svincolato    |
| D        | Mehdi Dioury              | Tromsø   | fine prestito |
| D        | Steffen Skogvang Pedersen |          | svincolato    |
| D        | Tobias Vibe               |          | svincolato    |
| C        | Mathias Dahl Abelsen      |          | svincolato    |
| C        | Anders Jenssen            |          | svincolato    |
| C        | Lars-Gunnar Johnsen       |          | svincolato    |
| C        | Henrik Johnsgård          | Tromsø   | fine prestito |
| A        | Mohammed Ahamed           |          | svincolato    |
| A        | August Mikkelsen          | Tromsø   | fine prestito |

### Tra le due sessioni
| Arrivi | Arrivi                  | Arrivi   | Arrivi   |
| R.     | Nome                    | da       | Modalità |
| ------ | ----------------------- | -------- | -------- |
| P      | Erik-Johannes Arnebrott | Viking   | prestito |
| D      | Kristoffer Hay          | Aalesund | prestito |
| C      | Lasse Berg Johnsen      | Viking   | prestito |
| C      | Harald Nilsen Tangen    | Viking   | prestito |

| Partenze | Partenze | Partenze | Partenze |
| R.       | Nome     | a        | Modalità |
| -------- | -------- | -------- | -------- |

### Sessione estiva(dal 01/08 al 31/08)
| Arrivi | Arrivi                 | Arrivi   | Arrivi     |
| R.     | Nome                   | da       | Modalità   |
| ------ | ---------------------- | -------- | ---------- |
| C      | Ørjan Isaksen Skallebø | Skjervøy | definitivo |

| Partenze | Partenze                | Partenze | Partenze      |
| R.       | Nome                    | a        | Modalità      |
| -------- | ----------------------- | -------- | ------------- |
| P        | Erik-Johannes Arnebrott | Viking   | fine prestito |
| D        | Kristoffer Hay          | Aalesund | fine prestito |
| C        | Tomas Kristoffersen     | Sogndal  | definitivo    |
| C        | Harald Nilsen Tangen    | Viking   | fine prestito |

## Risultati

### 1. divisjon

#### Girone di andata
| Arbitro: | Hansen Grøtta |

|           |           |                               |
| Kjæve 65’ | Marcatori | 6’, 90’ Håbestad 14’ Wichmann |

| Arbitro: | Røvig Sletner |

|                         |           |                   |
| Lønstad Onsrud 37’, 58’ | Marcatori | 21’ Kristoffersen |

| Arbitro: | Tennøy |

|  |           |                                                                                               |
|  | Marcatori | 9’, 26’ Remme Berge 35’ Normann Hansen 60’ Trøen 67’ Kitolano 73’, 88’ Nesset 78’ Kristiansen |

| Arbitro: | Medic |

|                                            |           |                                   |
| Lysvoll 26’ Kristoffersen 37’ Andersen 87’ | Marcatori | 2’ Storbæk 32’ Vallés 45’ Engblom |

| Arbitro: | Moen |

|                                  |           |  |
| Tavakoli 23’, 53’ (rig.) Can 50’ | Marcatori |  |

| Arbitro: | Følstad Skarsem |

|  |           |                                        |
|  | Marcatori | 28’ Borchgrevink 79’ Parkstad Johansen |

| Arbitro: | Aslam |

|                                                     |           |                             |
| Røer 55’ Kristoffersen 65’ (aut.) Tangen Vinjor 90’ | Marcatori | 20’ Kjæve 89’ Kristoffersen |

| Arbitro: | Følstad Skarsem (Trondheim) |

|                                                      |           |  |
| Guèye 9’, 90’ O. Lie 37’ Friðjónsson 72’ (rig.), 81’ | Marcatori |  |

| Arbitro: | Bodding |

|                             |           |                       |
| Andersen 51’ H. Lysvoll 57’ | Marcatori | 17’ Øby 23’, 78’ Mawa |

| Arbitro: | Lien |

|                                                                |           |                                                              |
| Fandi 20’ Maigaard 54’ (rig.), 62’, 66’, 89’ Strand Nilsen 81’ | Marcatori | 9’ Kjæve 18’ Berg Johnsen 50’ Andersen 86’ (rig.) Andreassen |

| Arbitro: | Koløy |

|                                        |           |                      |
| Kind Bendiksen 63’ (rig.) Ringberg 75’ | Marcatori | 25’ Dang 87’ Mehnert |

| Arbitro: | Røvig Sletner |

|                           |           |                        |
| Kachi 45’, 82’ Erlien 59’ | Marcatori | 54’, 64’ Nilsen Tangen |

| Arbitro: | Higraff |

|              |           |                                  |
| Andersen 52’ | Marcatori | 10’, 55’ Sigurðarson 65’ Skaanes |

| Arbitro: | Aslam |

|                                           |           |                             |
| Sveen 15’ Schulze 21’, 46’ Adams 31’, 61’ | Marcatori | 26’ Andreassen 56’ Ringberg |

| Arbitro: | Sinnes |

|  |           |                              |
|  | Marcatori | 33’ Gussiås 63’ (rig.) Laham |

#### Girone di ritorno
| Arbitro: | Hauge |

|             |           |  |
| Engblom 79’ | Marcatori |  |

| Arbitro: | Lien |

|             |           |  |
| Breimyr 88’ | Marcatori |  |

| Arbitro: | Medic |

|                           |           |  |
| Ramsland 11’ Sjøkvist 79’ | Marcatori |  |

| Arbitro: | Koløy |

|  |           |                   |
|  | Marcatori | 89’ U. Fredriksen |

| Arbitro: | Følstad Skarsem |

|  |           |                                                           |
|  | Marcatori | 14’ Løvland 21’ Kind Bendiksen 60’ Lysvoll 86’ Andreassen |

| Arbitro: | Hauge |

|                                      |           |                                                             |
| V. Lysvoll 60’ Andreassen 78’ (rig.) | Marcatori | 2’, 49’ Bolkan Nordli 65’ Midtskogen 72’ Abubakar 88’ Mendy |

| Arbitro: | Higraff |

|                      |           |  |
| Haugsdal 27’ Aas 68’ | Marcatori |  |

| Arbitro: | Hansen Grøtta |

|             |           |                                         |
| Løvland 60’ | Marcatori | 5’ Halgunset 63’, 67’ Eriksen 85’ Kachi |

| Arbitro: | Moen |

|            |           |  |
| Larsen 26’ | Marcatori |  |

| Arbitro: | Medic |

|           |           |                            |
| Kjæve 82’ | Marcatori | 14’, 61’ Ibrahim 73’ Güven |

| Arbitro: | Aslam |

|             |           |             |
| Tavakoli 8’ | Marcatori | 70’ Løvland |

| Arbitro: | Tennøy |

|  |           |               |
|  | Marcatori | 23’ Agdestein |

| Arbitro: | Higraff |

|                                              |           |                              |
| Arntzen 11’ (aut.) Tagbajumi 45’ Jenssen 45’ | Marcatori | 30’ Braaten 51’, 78’ Lysvoll |

| Arbitro: | Amland |

|                                        |           |  |
| Karlsen 14’ Andreassen 51’ Løvland 73’ | Marcatori |  |

| Arbitro: | Medic |

|                     |           |  |
| Ranger 41’ Torp 48’ | Marcatori |  |

### Norgesmesterskapet
| Arbitro: | Kristiansen |

|  |           |                                                                            |
|  | Marcatori | 14’, 79’ Andreassen 25’ Løvland 69’ Kind Bendiksen 88’ Lorentzen 89’ Kjæve |

| Arbitro: | Kristiansen |

|                           |           |                                        |
| Pedersen 65’ Kajander 76’ | Marcatori | 50’ Sandbukt 55’, 82’ Finjord Ringberg |

| Arbitro: | Følstad Skarsem (Trondheim) |

|                   |           |  |
| Kristoffersen 61’ | Marcatori |  |

| Arbitro: | Ødegaard |

|                   |           |                      |
| Sortevik 17’, 90’ | Marcatori | 31’ Finjord Ringberg |

## Statistiche

### Statistiche di squadra
| Competizione       | Punti | In casa | In casa | In casa | In casa | In casa | In casa | In trasferta | In trasferta | In trasferta | In trasferta | In trasferta | In trasferta | Totale | Totale | Totale | Totale | Totale | Totale | DR  |
| Competizione       | Punti | G       | V       | N       | P       | Gf      | Gs      | G            | V            | N            | P            | Gf           | Gs           | G      | V      | N      | P      | Gf     | Gs     | DR  |
| ------------------ | ----- | ------- | ------- | ------- | ------- | ------- | ------- | ------------ | ------------ | ------------ | ------------ | ------------ | ------------ | ------ | ------ | ------ | ------ | ------ | ------ | --- |
| 1. divisjon        | 13    | 15      | 2       | 2       | 11      | 11      | 17      | 15           | 1            | 2            | 12           | 19           | 39           | 30     | 3      | 4      | 23     | 36     | 79     | -43 |
| Norgesmesterskapet | -     | 1       | 1       | 0       | 0       | 1       | 0       | 3            | 2            | 0            | 1            | 10           | 4            | 4      | 3      | 0      | 1      | 11     | 4      | +7  |
| Totale             | -     | 16      | 3       | 2       | 11      | 12      | 17      | 18           | 3            | 2            | 13           | 29           | 43           | 34     | 6      | 4      | 24     | 47     | 83     | -36 |

### Andamento in campionato
| Giornata  | 1  | 2  | 3  | 4  | 5  | 6  | 7  | 8  | 9  | 10 | 11 | 12 | 13 | 14 | 15 | 16 | 17 | 18 | 19 | 20 | 21 | 22 | 23 | 24 | 25 | 26 | 27 | 28 | 29 | 30 |
| --------- | -- | -- | -- | -- | -- | -- | -- | -- | -- | -- | -- | -- | -- | -- | -- | -- | -- | -- | -- | -- | -- | -- | -- | -- | -- | -- | -- | -- | -- | -- |
| Luogo     | C  | T  | C  | C  | T  | C  | T  | T  | C  | T  | C  | T  | C  | T  | C  | T  | C  | T  | C  | T  | C  | T  | C  | T  | C  | T  | C  | T  | C  | T  |
| Risultato | P  | P  | P  | N  | P  | P  | P  | P  | P  | P  | N  | P  | P  | P  | P  | P  | V  | P  | P  | V  | P  | P  | P  | P  | P  | N  | P  | N  | V  | P  |
| Posizione | 15 | 15 | 16 | 15 | 16 | 16 | 16 | 16 | 16 | 16 | 16 | 16 | 16 | 16 | 16 | 16 | 16 | 16 | 16 | 16 | 16 | 16 | 16 | 16 | 16 | 16 | 16 | 16 | 16 | 16 |

Fonte:  OBOS-ligaen 2019, su altomfotball.no, Altomfotball. URL consultato il 25 luglio 2022 (archiviato dall'url originale il 17 gennaio 2022).
Legenda:

Luogo: C = Casa; T = Trasferta. Risultato: V = Vittoria; N = Pareggio; P = Sconfitta.

### Statistiche dei giocatori
| Giocatore           | 1. divisjon | 1. divisjon | 1. divisjon | 1. divisjon | Norgesmesterskapet | Norgesmesterskapet | Norgesmesterskapet | Norgesmesterskapet | Coppe europee | Coppe europee | Coppe europee | Coppe europee | Altre coppe | Altre coppe | Altre coppe | Altre coppe | Totale   | Totale | Totale      | Totale     |
| Giocatore           | Presenze    | Reti        | Ammonizioni | Espulsioni  | Presenze           | Reti               | Ammonizioni        | Espulsioni         | Presenze      | Reti          | Ammonizioni   | Espulsioni    | Presenze    | Reti        | Ammonizioni | Espulsioni  | Presenze | Reti   | Ammonizioni | Espulsioni |
| ------------------- | ----------- | ----------- | ----------- | ----------- | ------------------ | ------------------ | ------------------ | ------------------ | ------------- | ------------- | ------------- | ------------- | ----------- | ----------- | ----------- | ----------- | -------- | ------ | ----------- | ---------- |
| M. Albertsen        | 5           | 0           | 1           | 0           | 0                  | 0                  | 0                  | 0                  |               |               |               |               |             |             |             |             | 5        | 0      | 1           | 0          |
| G. Andersen         | 24          | 4           | 2           | 0           | 3                  | 0                  | 0                  | 0                  |               |               |               |               |             |             |             |             | 27       | 4      | 2           | 0          |
| L. Andreassen       | 28          | 5           | 0           | 0           | 3                  | 2                  | 0                  | 0                  |               |               |               |               |             |             |             |             | 31       | 7      | 0           | 0          |
| E. Arnebrott        | 5           | -16         | 2           | 0           | 2                  | -2                 | 1                  | 0                  |               |               |               |               |             |             |             |             | 7        | -18    | 3           | 0          |
| A. Arntzen          | 23          | 0           | 6           | 1           | 2                  | 0                  | 0                  | 0                  |               |               |               |               |             |             |             |             | 25       | 0      | 6           | 1          |
| H. Åsali Hanssen    | 7           | 0           | 2           | 0           | 0                  | 0                  | 0                  | 0                  |               |               |               |               |             |             |             |             | 7        | 0      | 2           | 0          |
| L. Berg Johnsen     | 22          | 1           | 2           | 0           | 1                  | 0                  | 0                  | 1                  |               |               |               |               |             |             |             |             | 23       | 1      | 2           | 1          |
| T. Braaten          | 30          | 1           | 3           | 0           | 4                  | 0                  | 0                  | 0                  |               |               |               |               |             |             |             |             | 34       | 1      | 3           | 0          |
| H. Breimyr          | 24          | 1           | 1           | 0           | 2                  | 0                  | 0                  | 0                  |               |               |               |               |             |             |             |             | 26       | 1      | 1           | 0          |
| S. Finjord Ringberg | 26          | 2           | 4           | 0           | 3                  | 3                  | 0                  | 0                  |               |               |               |               |             |             |             |             | 29       | 5      | 4           | 0          |
| A. Hanssen          | 1           | 0           | 0           | 0           | 1                  | 0                  | 0                  | 0                  |               |               |               |               |             |             |             |             | 2        | 0      | 0           | 0          |
| K. Hay              | 4           | 0           | 0           | 0           | 2                  | 0                  | 1                  | 0                  |               |               |               |               |             |             |             |             | 6        | 0      | 1           | 0          |
| Ø. Isaksen Skallebø | 5           | 0           | 1           | 0           | -                  | -                  | -                  | -                  |               |               |               |               |             |             |             |             | 5        | 0      | 1           | 0          |
| A. Karlsen          | 13          | 1           | 0           | 0           | 1                  | 0                  | 0                  | 0                  |               |               |               |               |             |             |             |             | 14       | 1      | 0           | 0          |
| T. Kind Bendiksen   | 22          | 2           | 0           | 0           | 4                  | 1                  | 1                  | 0                  |               |               |               |               |             |             |             |             | 26       | 3      | 1           | 0          |
| H. Kjæve            | 29          | 4           | 0           | 0           | 3                  | 1                  | 0                  | 0                  |               |               |               |               |             |             |             |             | 32       | 5      | 0           | 0          |
| To. Kristoffersen   | 15          | 3           | 2           | 0           | 4                  | 1                  | 1                  | 0                  |               |               |               |               |             |             |             |             | 19       | 4      | 3           | 0          |
| Tr. Kristoffersen   | 2           | 0           | 0           | 0           | 0                  | 0                  | 0                  | 0                  |               |               |               |               |             |             |             |             | 2        | 0      | 0           | 0          |
| R. Lorentzen        | 13          | 0           | 3           | 0           | 4                  | 1                  | 0                  | 0                  |               |               |               |               |             |             |             |             | 17       | 1      | 3           | 0          |
| A. Løvland          | 25          | 4           | 7           | 1           | 3                  | 1                  | 0                  | 0                  |               |               |               |               |             |             |             |             | 28       | 5      | 7           | 1          |
| H. Lysvoll          | 23          | 1           | 3           | 1           | 4                  | 0                  | 1                  | 0                  |               |               |               |               |             |             |             |             | 27       | 1      | 4           | 1          |
| V. Lysvoll          | 22          | 5           | 4           | 0           | 1                  | 0                  | 0                  | 0                  |               |               |               |               |             |             |             |             | 23       | 5      | 4           | 0          |
| A. Mikkelsen        | 3           | -13         | 0           | 0           | 0                  | 0                  | 0                  | 0                  |               |               |               |               |             |             |             |             | 3        | -13    | 0           | 0          |
| T. Nilsen           | 19          | -46         | 2           | 0           | 2                  | -2                 | 0                  | 0                  |               |               |               |               |             |             |             |             | 21       | -48    | 2           | 0          |
| H. Nilsen Tangen    | 6           | 2           | 0           | 0           | 2                  | 0                  | 0                  | 0                  |               |               |               |               |             |             |             |             | 8        | 2      | 0           | 0          |
| A. Sandbukt         | 6           | 0           | 0           | 0           | 2                  | 1                  | 0                  | 0                  |               |               |               |               |             |             |             |             | 8        | 1      | 0           | 0          |
| S. Tounekti         | 11          | 0           | 0           | 0           | 1                  | 0                  | 0                  | 0                  |               |               |               |               |             |             |             |             | 12       | 0      | 0           | 0          |
| G. Trollskar        | 3           | -4          | 0           | 0           | 0                  | 0                  | 0                  | 0                  |               |               |               |               |             |             |             |             | 3        | -4     | 0           | 0          |